# Ossuga (Wasusa)
Die Ossuga (russisch Осу́га) ist ein 100 km langer linker Nebenfluss der Wasusa im europäischen Teil Russlands.

## Beschreibung
Die Ossuga entspringt im Dorf Sawidowo, rund 50 km westlich von Rschew im Süden der Oblast Twer. Von dort fließt sie in Richtung Osten und erreicht nach wenigen Kilometern die Grenze der Oblast Smolensk, wo sie in südöstliche Richtungen umschwenkt. Für einige Kilometer folgt die Grenze zwischen den Oblasten dem Lauf des Flusses.
Südlich des Dorfes Ossuga biegt die Ossuga in Richtung Nordosten ab und fließt wieder auf dem Gebiet der Oblast Twer. Etwa 15 km südwestlich von Subzow mündet die Ossuga schließlich in die zum Wasusastausee (russisch Вазузское водохранилище) aufgestaute Wasusa.
Der Fluss ist von Mitte November bis Anfang April gefroren.